# Ruschia nonimpressa
Ruschia nonimpressa är en isörtsväxtart som beskrevs av L. Bol. Ruschia nonimpressa ingår i släktet Ruschia och familjen isörtsväxter. Inga underarter finns listade i Catalogue of Life.